# Parrhasius m-album
Parrhasius m-album är en fjärilsart som beskrevs av Jean Baptiste Boisduval och John Lawrence LeConte 1833. Parrhasius m-album ingår i släktet Parrhasius och familjen juvelvingar. Inga underarter finns listade i Catalogue of Life.

## Bildgalleri

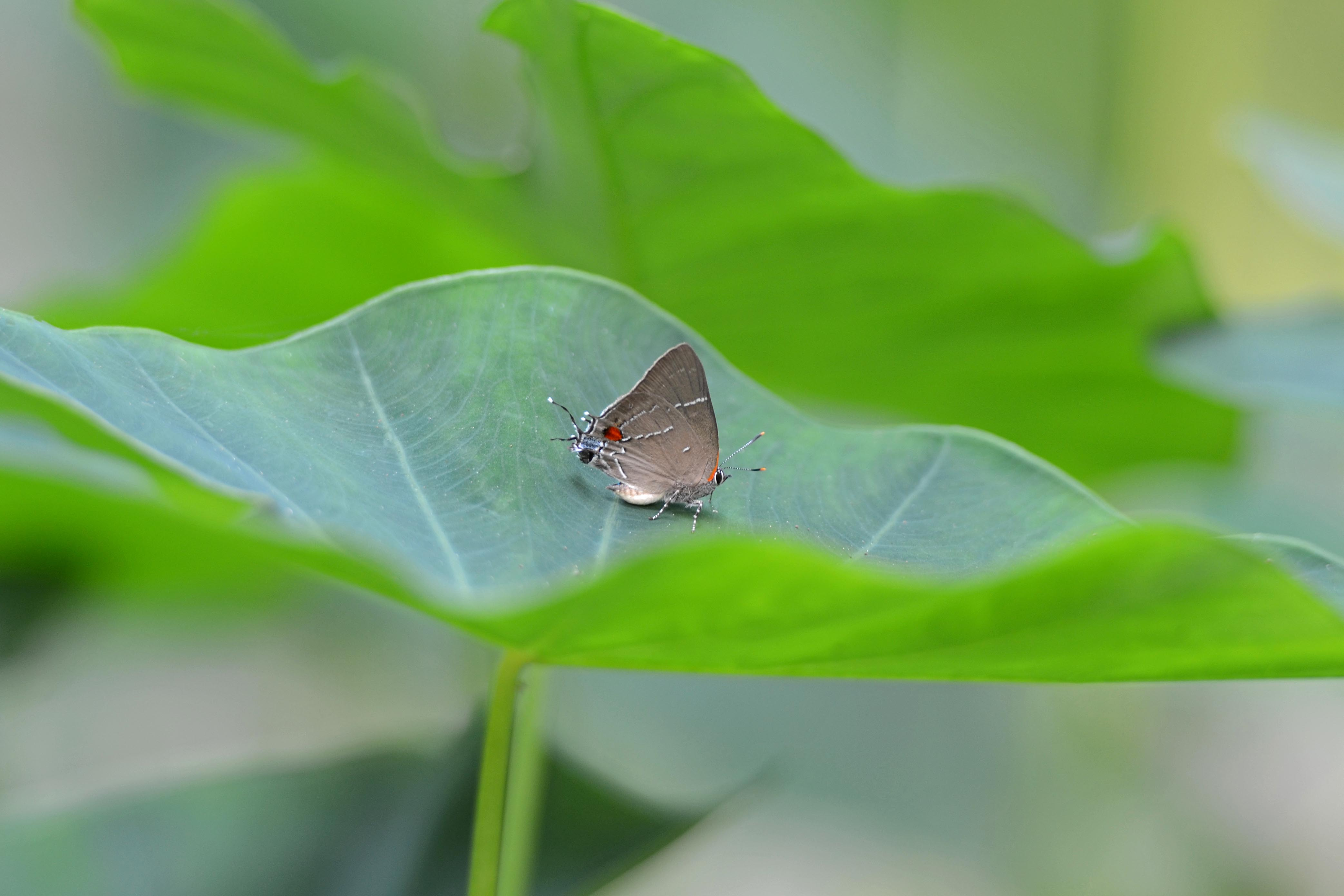